# Звезда Три
Звезда Три је српски кратки филм из 2009. године. Режију је урадио Небојша Ненадовић, који је написао и сценарио.